# Bandhogarh
Bandhogarh és una antiga fortalesa del que fou estat de Rewa avui a Madhya Pradesh. Està situada en un tur i inclou el veí turó de Bamnia també protegit per una muralla considerada part del fort.
Ptolemeu esmenta Balantipyrgon com una fortalesa dels Adeisathroi i el general Cunningham suggereix que aquest darrer nom seria la versió grega de Haya Kshetra, país dels Haihayes. La tradició diu que el territori fou governat antigament per la tribu baland i Balandipur i Balantipura (Balantipyrgon) són coincidents. Ja era una fortalesa destacada abans del domini baghela a la regió al segle xiii com a donació dels kalachuri a Karan Deo Baghela, i fou el centre des del qual els baghela es van expandir. Els musulmans l'anomenen Bandhu. El 1498-1499 el raja baghlea va refusar la filla de Sikandar Lodi en matrimoni i el rei de Delhi va atacar la fortalesa però fou rebutjat i es va haver de retirar i en revenja va saquejar el país fins a Banda. El 1563 la fortalesa fou atacada per Asaf Khan però l'atac es va aturar per la intercessió de diversos rages a la cort de Delhi. El 1597 es van produir disturbis i Raja Patr Das fou enviat a assetjar el for; el setge va durar 8 mesos i 5 dies, i finalment fou conquerit. Patr Das va esdevenir el seu governador. Va restar possessió de l'Imperi fins a 1658 quan fou retornat a Raja Anup Singh de Rewa però ja no fou més la capital d'aquest estat, posició en la que es va mantenir Rewa (ciutat). Una llegenda local diu que Akbar el Gran va néixer a la ciutat.